# Horizon Forbidden West
Horizon Forbidden West (с англ. — «Горизонт: Запретный Запад»; в официальной русской локализации — «Horizon Запретный Запад») — компьютерная игра в жанре Action/RPG с открытым миром, разработанная нидерландской студией Guerrilla Games и изданная Sony Interactive Entertainment для игровых приставок PlayStation 4 и PlayStation 5 в 2022 году. Была портирована на Windows при участии компании Nixxes Software и выпущена на ПК в 2024 году. Является сюжетным продолжением игры Horizon Zero Dawn.

## Игровой процесс
Как и предыдущая игра, Horizon Forbidden West представляет собой Action/RPG с видом от третьего лица. Игра имеет во многом идентичный Horizon Zero Dawn игровой процесс. Игрок управляет молодой охотницей по имени Элой в постапокалиптическом открытом мире, населённом механическими зверями-«машинами». Наряду с сюжетными заданиями имеется множество побочных квестов, и Элой может исследовать игровой мир в отрыве от выполнения сюжетных миссий. Присутствует динамическая смена погоды, дня и ночи.
Для охоты на машины, животных, а также против враждебно настроенных людей Элой использует разнообразное оружие: она может, например, ставить ловушки, мины-растяжки с помощью специального приспособления-«нитемёта» (англ. tripcaster), стрелять из лука, метать бомбы из пращи. Добавлены новые виды оружия, не имеющие прямых аналогов в реальности. Большинство машин имеет слабые места, в которые можно бить для наиболее рациональной траты времени и боеприпасов. Помимо обычных стрел, наносящих простой урон, имеются специализированные боеприпасы, которые причиняют урон каким-либо поражающим элементом (огонь, электричество и так далее), и игрок может использовать их в зависимости от того, к какому элементу цель имеет уязвимости. «Раненые» машины меняют свой внешний вид и поведение естественным образом в зависимости от вида повреждений: например, с машин можно сбивать детали, и их можно собрать с земли ещё до убийства машины. Некоторые детали необходимо сбить до уничтожения машины, чтобы эти детали сохранились в целости, а некоторые части тел машин необходимо держать в сохранности на самих машинах, если нужно получить из них определённые ресурсы. С некоторых машин Элой может сбить дальнобойное оружие и атаковать им, однако под его тяжестью движения героини замедляются, и она становится более уязвимой для атак, так как не может уклоняться. Также Элой может сражаться в ближнем бою копьём, используя как простые, так и сложные приёмы боя, а также экспериментируя с их комбинациями.
Игра даёт игроку возможность убивать противников скрытно, а также проходить многие миссии, обходя противников и не трогая их; имеются специальные механики для стелс-прохождения, такие как возможность привлечь внимание противника с помощью броска камня из укрытия. Элой широко использует механики лазания по стенам и другие платформерные элементы как для доступа в труднодоступные места, так и для того, чтобы скрываться от противников. Во время прохождения Horizon Forbidden West Элой находит крюкохват — крюк на верёвке, с помощью которого девушка может как перемещать отдалённые предметы, так и перемещаться сама, хватаясь за отдалённые выступы в стенах и на столбах; также она забирает у одного из врагов щит-крыло, который играет роль парашюта и позволяет парить после прыжка с большой высоты, медленно опускаясь на землю.
В Horizon Forbidden West стали доступны подводные места, которые Элой может исследовать ныряя. Во время плавания Элой не может защищаться от машин, но может прятаться в водорослях и уклоняться от атак. С начала игры Элой не может находиться под водой слишком долго, но в определённый момент игрового процесса девушка делает себе плавательную маску с бесконечным запасом кислорода.
Элой охотится на машины ради ценной добычи: детали машин — провода, металл и тому подобное — используются для создания и приобретения нового вооружения и предметов, нужных для выживания героини. В отличие от предыдущей игры, если сумка Элой переполнена, то собираемые ею ресурсы отправляются в хранилище, доступ к которому героиня может получить в поселениях или убежищах. Она может создавать из найденных ресурсов — деталей машин, растений, шкур и мяса животных — самые разные предметы, в том числе лекарства, ловушки, колчаны и сумки, позволяющие ей носить с собой больше предметов. Некоторые предметы могут быть созданы в дороге, но некоторые, в отличие от предыдущей игры, — только на верстаках. Там же Элой может улучшать характеристики оружия и брони, используя детали машин, что тоже является нововведением Horizon Forbidden West. Как и в прошлой игре, остаётся возможность вставлять спирали и ткани в броню и оружие для ещё большего увеличения характеристик. В игре имеются торговцы, с которыми Элой может торговать найденными ресурсами, обменивая их на снаряжение. В качестве валюты используется постапокалиптический аналог денег — металлические осколки, однако в новой игре не всегда достаточно лишь осколков, чтобы купить какое-то снаряжение у торговцев: нужны ещё определённые детали машин или зеленец — минерал, который Элой может найти в укромных уголках игрового мира.
Благодаря визору — гаджету Предтеч, — героине доступны некоторые высокотехнологичные способности. С помощью визора игрок может переходить в особый режим, который позволяет получать различную информацию о машинах, животных и людях — читать следы людей или отслеживать алгоритм перемещения некоторых машин. В отличие от предыдущей игры, Элой может более активно использовать визор во время боя: просматривать в режиме реального времени информацию о характеристиках и состоянии отдельных частей тела машин. Также в новой игре визор подсвечивает выступы, за которые Элой может зацепиться во время лазания. Наряду с первозданной природой и постройками, характерными для племенного общества, игровой мир изобилует как древними техногенными руинами, так и заброшенными подземными и горными научно-фантастическими постройками, автоматика которых всё ещё функционирует спустя сотни лет. Элой может использовать визор для доступа в такие помещения и получения информации о прежнем мире. В некоторых случаях игроку следует решать несложные логические загадки, чтобы получить доступ к функциональности, например, для открытия двери, однако Элой в неочевидных случаях даёт подсказки, если игрок думает слишком долго.
Элой умеет перехватывать управление над машинами — «приручать» их, что делает взятую под контроль машину дружественной для Элой и враждебной для её врагов. Некоторые из приручённых машин можно оседлать, и Элой может путешествовать на них по игровому миру, а также использовать их в бою. На определённом этапе новой игры Элой получает возможность оседлать летающую машину и исследовать игровой мир с высоты птичьего полёта, однако в таком режиме ни боевые навыки Элой, ни боевые навыки этой машины недоступны.
Как и в прошлой игре, ролевая система проявляется в виде дерева прокачки, однако возможностей для развития в новой игре гораздо больше, чем в Horizon Zero Dawn. К примеру, Элой может улучшить характеристики стрельбы из лука, эффективность лечения или удобство использования приручаемых машин.
Система сохранений игры реализована в виде контрольных точек, выглядящих как костры. У любого из таких костров можно сохраниться в произвольный момент времени. Также автоматическое сохранение происходит по завершении этапов квестов. Возможность сохраняться по желанию в произвольном месте игрового мира отсутствует. Доступны быстрые перемещения между локациями. В Horizon Forbidden West появились убежища, каждое из которых содержит костёр для сохранения, доступ к хранилищу и верстак, а также возможность отдохнуть до выбранного времени суток (в этом случае игровое время быстро проматывается до него).
В качестве побочных активностей, не влияющих на основной сюжет игры, представлен ряд мини-игр. В Horizon Forbidden West, кроме классических охотничьих угодьев из предыдущей игры, стали доступны бойцовские круги для тренировки ближнего боя, а также арена для сражения против машин, результаты которой отображаются в общем рейтинге игроков. Испытание в охотничьих угодьях представляет собой некоторую охотничью задачу, которую необходимо успеть выполнить за заданное время; бойцовский круг считается пройденным, если Элой побеждает за отведённое время одного или двух местных мастеров ближнего боя; на арене Элой должна убить все машины в каждом испытании также с ограничением времени. Появилась также уникальная внутриигровая настольная логическая игра под названием «стычка машин», в которую Элой может сыграть против неигровых персонажей. Элой может поучаствовать и в гонках на ездовых машинах, цель которых — дойти первым до финиша, мешая сделать это соперникам. Наконец, в разных местах игрового мира присутствуют специальные развалины с реликвиями, для доступа к которым игроку необходимо решать платформерные логические задачи; также присутствуют унаследованные из предыдущей игры обзорные точки, для прохождения каждой из которых Элой требуется стать в такую точку, с которой открывается панорама, изображённая на фотографии.
Реализована возможность свободного исследования мира, выполнения оставшихся квестов и активностей после завершения основного сюжета игры. Присутствует режим «Новая игра +».

## Сюжет
После победы над Аидом у Меридиана Элой (Эшли Бёрч) отправляется на поиски резервной копии Геи (Лесли Юэн), чтобы та упорядочила деятельность своих подсистем и остановила природные катаклизмы, постепенно уничтожающие биосферу Земли. Элой вместе со своим другом Варлом (Джон Маккмиллан) в надежде найти копию Геи исследует базу «Дальнего зенита» — компании, специализировавшейся на колонизации других планет. Однако поиски оказываются напрасными, когда герои обнаруживают, что данная резервная копия была саботирована «Новым рассветом» — вместо неё была установлена подделка. Не имея больше никаких зацепок, Варл предлагает выследить Сайленса. Элой исследует Шпиль у Меридиана и узнает, что Сайленс похитил Аида. Сайленс (Лэнс Реддик) связывается с Элой и предлагает ей найти его на Запретном Западе, где он готов поделиться ценными знаниями о том, что скрывал АИД.
Элой прибывает в Запретный Запад и обнаруживает, что местное племя Тенакт находятся в состоянии гражданской войны между вождем Хекарро (Джино Седжерс), который выступает за мир с Карха, и лидером повстанцев Регаллой (Анджела Бассетт), которая хочет продолжить войну против них. Элой следует по пути Сайленса к испытательному полигону Латополис, где был создан Аид. У входа в комплекс Элой находит сильно повреждённого Аида (Энтони Ингрубер) и окончательно уничтожает его. Внутри комплекса девушка получает резервную копию Геи, в которой отсутствуют её подфункции, и решает полностью её восстановить. Однако, прежде чем она успевает уйти, на объект прибывает группа футуристически улучшенных сверхлюдей со своим собственным клоном Элизабет Собек по имени Бета (Эшли Бёрч); клон нужен им, поскольку только Элизабет Собек, используя свой генетический профиль, может получить доступ к комплексу. Они получают вторую резервную копию Геи и посылают своего головореза Эрика (Марк Кудиш) убить Элой. Однако героине удаётся сбежать через затопленные водой области комплекса, где она едва не тонет из-за сильного течения.
Варл находит Элой, прибитую течением к берегу снаружи комплекса, и относит её в поселение племени Утару. Через пару дней восстановившаяся Элой вместе с Отпевницей по имени Зо (Эрика Латтрелл) и Варлом отправляется в центр управления, где спряталась Минерва (Морла Горрондона). Элой воссоединяет Минерву с Геей, после чего Гея обнаруживает местонахождения Эфира, Деметры (Софи Симнетт) и Посейдона (Дэниэл Донахью). Гея советует Элой сначала забрать их, прежде чем пытаться захватить Гефеста (Стивен Эштон Фрэнк), который значительно эволюционировал с тех пор, как стал самостоятельным. Гея также раскрывает происхождение сигнала истребления, который пробудил Аида. Сигнал был отправлен из звёздной системы Сириус. Элой предполагает, что он был послан футуристическими людьми, с которыми она столкнулась ранее в комплексе Аида. Она также делает вывод, что они являются потомками «Дальнего зенита» с космического корабля «Одиссея», которые бежали с Земли во время Чумы Фаро.
Заключив сделку с Хекарро, Элой помогает ему в борьбе с повстанцами и восстанавливает Эфир. После этого Гея получает сигнал бедствия от Илифии, который Элой и её спутники отправляются исследовать. Обнаружив, что сигнал послала Бета, герои спасают её и доставляют на их базу. Там Бета объясняет, что «Дальний зенит» уже заполучил Илифию и Артемиду, а также что у них есть копия Аполлона. Но Бете удалось украсть их резервную копию Геи и сбежать. Далее она объясняет, что колонисты «Дальнего зенита» — это первые колонисты, бежавшие во время Чумы Фаро и сумевшие благодаря технологиям продления жизни добиться бессмертия. Их колония на Сириусе была уничтожена природным катаклизмом, поэтому зениты вернулись на Землю, создав во время своего путешествия Бету, чтобы с её помощью получить доступ к Гее, уничтожить жизнь на Земле и колонизировать планету заново.
Элой находит Посейдона в руинах Лас-Вегаса и отправляется в Калифорнию на поиски Деметры. Там она встречает Квен — чужеземное племя из-за Тихого океана, которое отправило экспедицию для восстановления данных в надежде решить экологический кризис на своей родине. Элой помогает их Искателю по имени Альва (Элисон Джей) получить данные, которые они ищут, и восстанавливает Деметру. Затем Гея разрабатывает план захвата Гефеста, но для этого требуется код доступа уровня «Омега» Теда Фаро. Элой направляется к руинам Сан-Франциско, чтобы найти бункер Фаро с помощью Квен и их лидера Директора (Дрю Морлейн), который поклоняется Фаро. Войдя в бункер, они обнаруживают, что Фаро (Ллойд Оуэн) сумел сохранить себе жизнь в течение последней тысячи лет с помощью генной терапии, но в результате мутировал в чудовище. Директор приказывает своим людям убить Фаро, но в результате его смерти запускается система защиты, которая разрушает бункер. Элой и Альве едва удается спастись, в то время как Директор погибает под статуей Фаро.
Получив допуск Омега, Элой переносит Гею в котёл «Близнецы», чтобы заманить Гефеста в ловушку. После захвата Гефеста в котёл прибывает лидер «Дальнего Зенита» Джерард (Дэниэл Донахью) с Эриком и Тильдой (Керри-Энн Мосс). Эрик убивает Варла и пленяет Бету, в то время как Джерард похищает Гею; Тильда неожиданно спасает Элой от уничтожения. Элой приходит в себя в убежище Тильды, где та объясняет ей, что у неё были романтические отношения с Элизабет Собек (Эшли Бёрч), и, вдохновленная историей жизни Элой, прочитанной со старого поломанного визора, Тильда хочет помочь Элой остановить «Дальний зенит». Далее Тильда рассказывает, что Сайленс поддерживал повстанцев Тенакт, чтобы использовать их против «Дальнего Зенита». Элой отказывается пожертвовать Тенакт и вместо этого решает победить Регаллу, чтобы у Сайленса не было другого выбора, кроме как работать с ней. Элой использует ранее полученный от Беты блокиратор, чтобы взять под контроль летающую машину и получить решающее преимущество над машинами мятежников Регаллы. Когда мятежники нападают на сторонников Хекарро превосходящими силами, Элой с воздуха деактивирует все вражеские машины и сходится в поединке с Регаллой. У игрока есть выбор: оставить Регаллу в живых, чтобы она помогла в грядущей битве, или позволить Тенакт убить её. Сайленс, узнавший о победе над мятежниками, соглашается сотрудничать с Элой и приходит на её базу.
Элой и её спутники нападают на базу «Дальнего зенита». Бета выпускает Гефеста в компьютерную сеть «Дальнего зенита», позволяя ему производить машины, которые начинают атаковать армию Призраков — машин «Дальнего зенита». Сайленс использует устройство, чтобы отключить защитные щиты зенитов, делая их уязвимыми. После этого Элой и Зо убивают Эрика, а Тильда — Джерарда. Элой освобождает Бету, и вместе они узнают, что колония «Дальнего зенита» на Сириусе была уничтожена не природным катаклизмом, а искусственным интеллектом под названием Немезида, который также отправил сигнал истребления на Землю. Тильда рассказывает, что Немезида является результатом неудачного эксперимента по загрузке сознания личностей «Дальнего зенита», и что теперь она направляется на Землю, чтобы уничтожить её. Поэтому «Дальний зенит» фактически находится в бегах и надеялся украсть Гею, чтобы колонизировать новую планету вне досягаемости Немезиды. Тильда ставит Элой перед фактом, что заберёт её с Земли и они вместе улетят на «Одиссее», а когда та отказывается, Тильда пытается нейтрализовать её силой, в результате чего Элой убивает Тильду. Сайленс признаётся, что Аид рассказал ему о Немезиде, а его конечной целью было украсть «Одиссею» и Аполлона и сбежать с Земли. Все спутники Элой встречаются с ней в зале, и Сайленс, видя это, передумывает и говорит, что им понадобится его помощь. После этого спутники Элой расходятся распространить в своих племенах предупреждение о Немезиде, а Элой и Бета активируют полностью функциональную Гею.

## Разработка
Игра была анонсирована 11 июня 2020 года в рамках презентации игровой консоли PlayStation 5 и игр к ней. В том же месяце руководителем проекта Матийсом де Йонгом было сообщено, что игра планируется к выходу в 2021 году. 16 сентября 2020 года Sony объявила, что игра также будет доступна и для владельцев PlayStation 4. 27 мая 2021 года во время мероприятия State of Play впервые был продемонстрирован геймплей игры. 9 декабря 2021 года во время церемонии The Game Awards 2021 был представлен новый трейлер, в котором были показаны элементы игрового процесса, в том числе новые машины и костюмы Элой. 27 января 2022 года студия Guerrilla Games объявила о завершении разработки и отправки игры в печать.
27 сентября 2023 года был анонсирован порт игры на ПК, выход которого назначен на начало 2024 года. В январе 2024 года стало известно, что игра выйдет на ПК 21 марта 2024 года.

## Отзывы прессы
| Сводный рейтинг       | Сводный рейтинг                       |
| Агрегатор             | Оценка                                |
| --------------------- | ------------------------------------- |
| Metacritic            | 88/100 (PS5) 83/100 (PS4) 89/100 (ПК) |
| OpenCritic            | 88/100                                |
| Иноязычные издания    |                                       |
| Издание               | Оценка                                |
| Destructoid           | 8,5/10                                |
| Edge                  | 7/10                                  |
| EGM                   | [ 24 ]                                |
| Eurogamer             | 8/10                                  |
| Famitsu               | 37/40                                 |
| Gameblog              | 9/10 (PS4) 9/10 (ПК)                  |
| Game Informer         | 9,25/10                               |
| GamePro               | 89/100                                |
| GameRevolution        | 9/10                                  |
| GameSpot              | 8/10                                  |
| GamesRadar+           | [ 33 ]                                |
| Hardcore Gamer        | (PS5) · (ПК)                          |
| IGN                   | 9/10 (PS5) 9/10 (ПК)                  |
| Jeuxvideo.com         | 9/10                                  |
| PCGamesN              | 7/10 (ПК)                             |
| PC Gamer (UK)         | 70/100 (ПК)                           |
| Push Square           | 9/10                                  |
| Shacknews             | 9/10                                  |
| The Guardian          | [ 44 ]                                |
| VG247                 | [ 45 ]                                |
| VideoGamer            | 8/10                                  |
| WorthPlaying          | 9/10 (ПК)                             |
| Русскоязычные издания |                                       |
| Издание               | Оценка                                |
| 3DNews                | 10/10                                 |
| ITC.ua                | [ 49 ]                                |
| PlayGround.ru         | 8/10                                  |
| Riot Pixels           | 65 %                                  |
| StopGame.ru           | «Изумительно»                         |
| «Игромания»           | 8/10                                  |
| «Игры Mail.ru»        | 9/10                                  |
| «Канобу»              | 8/10                                  |
| «Мир фантастики»      | 10/10                                 |
| «НИМ»                 | 8,1/10                                |

Horizon Forbidden West получила преимущественно положительные отзывы прессы. По данным агрегатора Metacritic, версия игры для PlayStation 5 имеет оценку 88 баллов из 100 на основании 139 рецензий, версия для ПК — 89 баллов из 100 на основании 38 рецензий. Восторженных отзывов рецензентов удостоились визуализация игрового мира и технологический уровень игры, сражения с машинами были названы такими же интересными, как и прежде, а многим обозревателям понравилась сюжетная проработка побочных квестов, которая, по их мнению, улучшилась по сравнению с Horizon Zero Dawn. В качестве недостатков многими обозревателями указывалось большое количество технических ошибок в игре накануне релиза на PlayStation, а также неудачная реализация скалолазания.
Билл Лавой от сайта Shacknews выразил мнение, что «Horizon Forbidden West — амбициозная игра, которая почти во всех отношениях развивает сильные стороны своего предшественника». Малинди Хетфилд от великобританского ресурса Eurogamer назвала игру «великолепным сиквелом», который, как и предыдущая часть франшизы, «больше заимствует, чем добавляет». Сэм Мачкович от Ars Technica охарактеризовал проект как «величайшее игровое приключение ААА-уровня» из-за того, «как все его части сочетаются друг с другом». С другой стороны, Кристофер Бёрд от американской газеты The Washington Post написал, что Horizon Forbidden West — это «грамотная, хотя и обычная игра в жанре „экшн“, которую подрывают крайне непоследовательные элементы повествования», а Кеза Макдональд от великобританской газеты The Guardian охарактеризовал проект как «клубок разных идей и сложных систем, которые очень неохотно взаимодействуют друг с другом». Российский сайт IXBT.games высказался о Forbidden West как о «типичном и стерильном AAA-проекте, созданном по принципу „всего, да побольше“».

## Награды и номинации
| Год  | Награда                            | Категория                                                         | Результат | Примечание    |
| ---- | ---------------------------------- | ----------------------------------------------------------------- | --------- | ------------- |
| 2022 | Golden Joystick Awards 2022        | Лучшее повествование                                              | Победа    | [ 64 ]        |
| 2022 | Golden Joystick Awards 2022        | Лучшее визуальное оформление                                      | Номинация | [ 64 ]        |
| 2022 | Golden Joystick Awards 2022        | Лучшая актёрская игра                                             | Номинация | [ 64 ]        |
| 2022 | Golden Joystick Awards 2022        | Игра года для Playstation                                         | Номинация | [ 64 ]        |
| 2022 | Golden Joystick Awards 2022        | Игра года                                                         | Номинация | [ 64 ]        |
| 2022 | The Game Awards 2022               | Игра года                                                         | Номинация | [ 66 ] [ 67 ] |
| 2022 | The Game Awards 2022               | Лучшая игровая режиссура                                          | Номинация | [ 66 ] [ 67 ] |
| 2022 | The Game Awards 2022               | Лучшее игровое повествование                                      | Номинация | [ 66 ] [ 67 ] |
| 2022 | The Game Awards 2022               | Лучшее визуальное оформление                                      | Номинация | [ 66 ] [ 67 ] |
| 2022 | The Game Awards 2022               | Лучшее звуковое оформление                                        | Номинация | [ 66 ] [ 67 ] |
| 2022 | The Game Awards 2022               | Лучшая актёрская игра                                             | Номинация | [ 66 ] [ 67 ] |
| 2022 | The Game Awards 2022               | Лучшая приключенческая экшн-игра                                  | Номинация | [ 66 ] [ 67 ] |
| 2023 | Премия NAVGTR 2022                 | Выдающаяся анимация, техническая                                  | Номинация | [ 69 ]        |
| 2023 | Премия NAVGTR 2022                 | Выдающаяся арт-режиссура, фантастика                              | Номинация | [ 69 ]        |
| 2023 | Премия NAVGTR 2022                 | Выдающийся дизайн костюмов                                        | Номинация | [ 69 ]        |
| 2023 | Премия NAVGTR 2022                 | Выдающаяся графика, техническая                                   | Номинация | [ 69 ]        |
| 2023 | Премия NAVGTR 2022                 | Выдающееся освещение и текстуры                                   | Номинация | [ 69 ]        |
| 2023 | D.I.C.E. Awards 2023               | Игра года                                                         | Номинация | [ 70 ] [ 71 ] |
| 2023 | D.I.C.E. Awards 2023               | Приключенческая игра года                                         | Номинация | [ 70 ] [ 71 ] |
| 2023 | D.I.C.E. Awards 2023               | Выдающиеся достижения в анимации                                  | Номинация | [ 70 ] [ 71 ] |
| 2023 | D.I.C.E. Awards 2023               | Выдающиеся достижения в арт-режиссуре                             | Номинация | [ 70 ] [ 71 ] |
| 2023 | D.I.C.E. Awards 2023               | Выдающиеся достижения в игровой режиссуре                         | Номинация | [ 70 ] [ 71 ] |
| 2023 | D.I.C.E. Awards 2023               | Выдающийся персонаж (Элой)                                        | Номинация | [ 70 ] [ 71 ] |
| 2023 | D.I.C.E. Awards 2023               | Выдающиеся достижения в написании оригинального саундтрека        | Номинация | [ 70 ] [ 71 ] |
| 2023 | D.I.C.E. Awards 2023               | Выдающиеся технические достижения                                 | Номинация | [ 70 ] [ 71 ] |
| 2023 | Энни 2023                          | Выдающиеся достижения в области анимации персонажей в видеоигре   | Номинация | [ 72 ] [ 73 ] |
| 2023 | Game Developers Choice Awards 2023 | Лучший звук                                                       | Номинация | [ 74 ] [ 75 ] |
| 2023 | Game Developers Choice Awards 2023 | Лучшая технология                                                 | Номинация | [ 74 ] [ 75 ] |
| 2023 | Game Developers Choice Awards 2023 | Лучшее визуальное искусство                                       | Номинация | [ 74 ] [ 75 ] |
| 2023 | BAFTA Games Awards 2023            | Лучший геймдизайн                                                 | Номинация | [ 76 ] [ 77 ] |
| 2023 | BAFTA Games Awards 2023            | Лучшая анимация                                                   | Номинация | [ 76 ] [ 77 ] |
| 2023 | BAFTA Games Awards 2023            | Лучший звук                                                       | Номинация | [ 76 ] [ 77 ] |
| 2023 | BAFTA Games Awards 2023            | Лучший исполнитель роли второго плана (Элисон Джей за роль Альвы) | Номинация | [ 76 ] [ 77 ] |
| 2023 | BAFTA Games Awards 2023            | Приз за технические достижения                                    | Победа    | [ 76 ] [ 77 ] |
| 2023 | BAFTA Games Awards 2023            | Игра года по мнению аудитории                                     | Номинация | [ 76 ] [ 77 ] |
| 2024 | Steam Awards 2024                  | Лучший саундтрек                                                  | Номинация | [ 78 ] [ 79 ] |

## Horizon Forbidden West: Burning Shores
В декабре 2022 года было анонсировано официальное дополнение к игре — Horizon Forbidden West: Burning Shores, релиз которого состоялся 19 апреля 2023 года. Данное дополнение имеет сюжетную линию, которая продолжается с того места, где закончились события игры Horizon Forbidden West; Элой отправляется на территорию бывшего Лос-Анджелеса, к югу от земель Тенакт.